# Sophora fernandeziana
Sophora fernandeziana (лат.) — вид рода Софора семейства Бобовые. Эндемик архипелага Хуан-Фернандес, встречается только на острове Робинзон-Крузо.
Этот вид морфологически близок к американским видам этого рода; тем не менее, в последнее время Шепард и Хинан нашли сходство с новозеландским видом софоры, Sophora microphylla (софора мелколистная).
Есть предположение, что предком этого вида был вид Sophora microphylla, семена которого попали на архипелаг в результате морского дрейфа.
Sophora macnabiana (народное название «пило») и Sophora microphylla (народное название kowhai) демонстрируют признаки генетического смешения на большом географическом расстоянии после гипотез Peña и Cassels (1996) и Hurr et al. (1997).

## Синонимы
- Sophora tetraptera subsp. fernandeziana Skottsb.